# Juventus Football Club 2017-2018 (femminile)
Questa voce raccoglie le informazioni riguardanti la squadra femminile della Juventus Football Club nelle competizioni ufficiali della stagione 2017-2018.

## Stagione

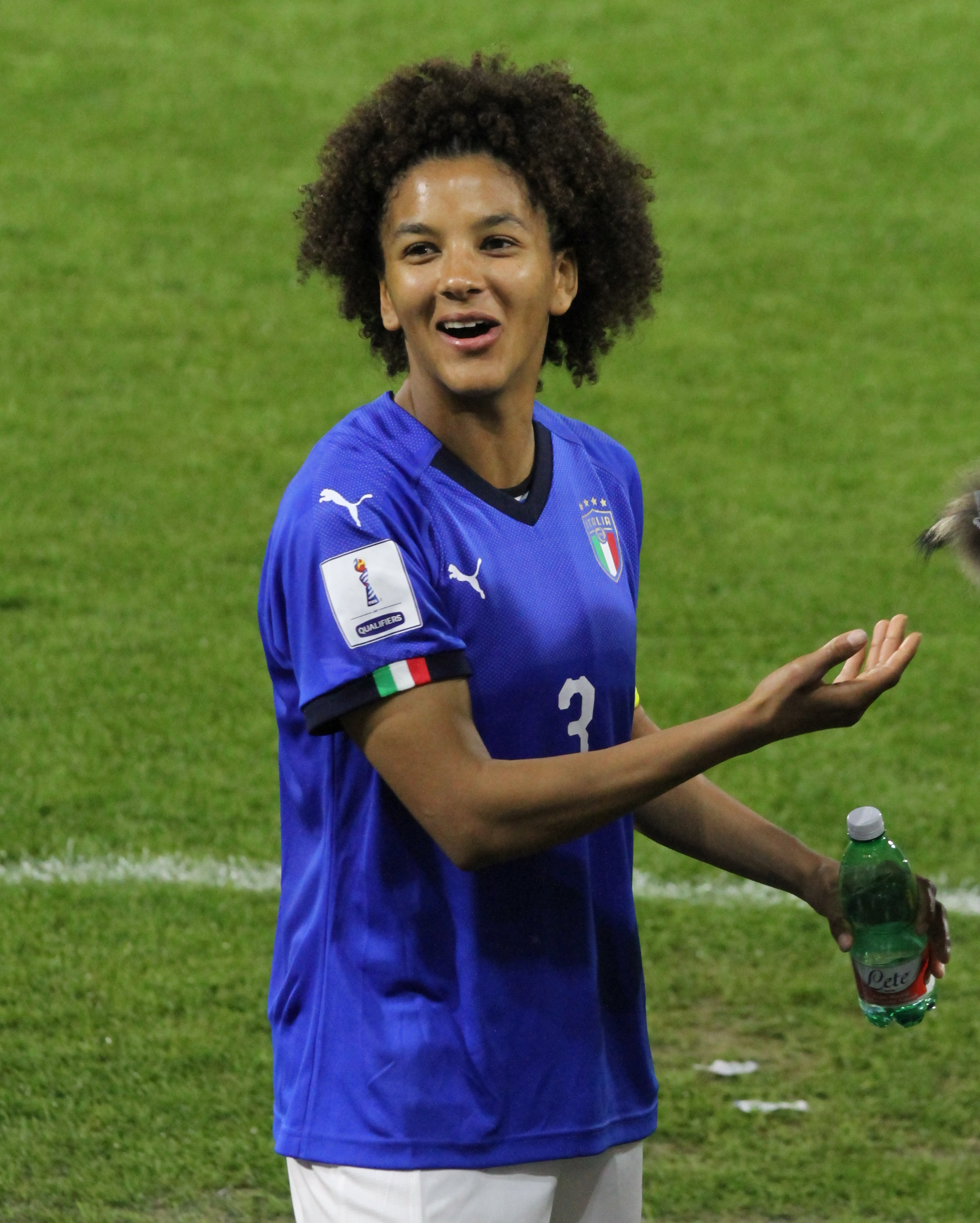
Sara Gama, capitano della Juventus scudettata alla sua stagione d'esordio.

Il 16 giugno 2017 la Juventus annuncia la prossima istituzione, per la prima volta nella sua storia, di una squadra femminile; ciò anche per dare uno sbocco al settore giovanile femminile del club, già in essere dal 2015. La neonata Juventus Women nasce ufficialmente il 1º luglio seguente grazie all'acquisizione del titolo sportivo del Cuneo, cosa che, peraltro, permette alle bianconere di partire direttamente dalla Serie A.
La stagione di esordio della squadra era già partita il precedente 21 giugno con l'ingaggio dell'allenatrice Rita Guarino, già responsabile della nazionale Under-17 femminile, cui segue nel corso dell'estate la graduale composizione della rosa: il calciomercato porta a Torino un'intelaiatura italiana formata, tra le altre, dal portiere Giuliani, dal difensore e capitano Gama e dalle compagne di reparto Boattin e Salvai, dalle centrocampiste Galli e Rosucci, e dall'attaccante Bonansea, a cui si aggiungono le straniere Franssi, Hyyrynen, Isaksen e Zelem; la rosa viene completata con le promettenti Cantore, Caruso e Glionna, le quali si metteranno in evidenza nel corso della stagione.
La prima partita ufficiale delle bianconere cade il 27 agosto 2017, un derby di Coppa Italia contro il Torino, giocato in trasferta a Pianezza e vinto in goleada 13-0: nell'occasione Rosucci diventa la prima marcatrice della storia bianconera; il percorso di coppa, dopo aver superato nei turni successivi prima la Juventus Torino in un'altra stracittadina, e poi la Novese, s'interrompe ai quarti di finale per mano del Brescia, formazione quest'ultima contro cui le piemontesi si ritroveranno a battagliare al vertice per tutta l'annata.

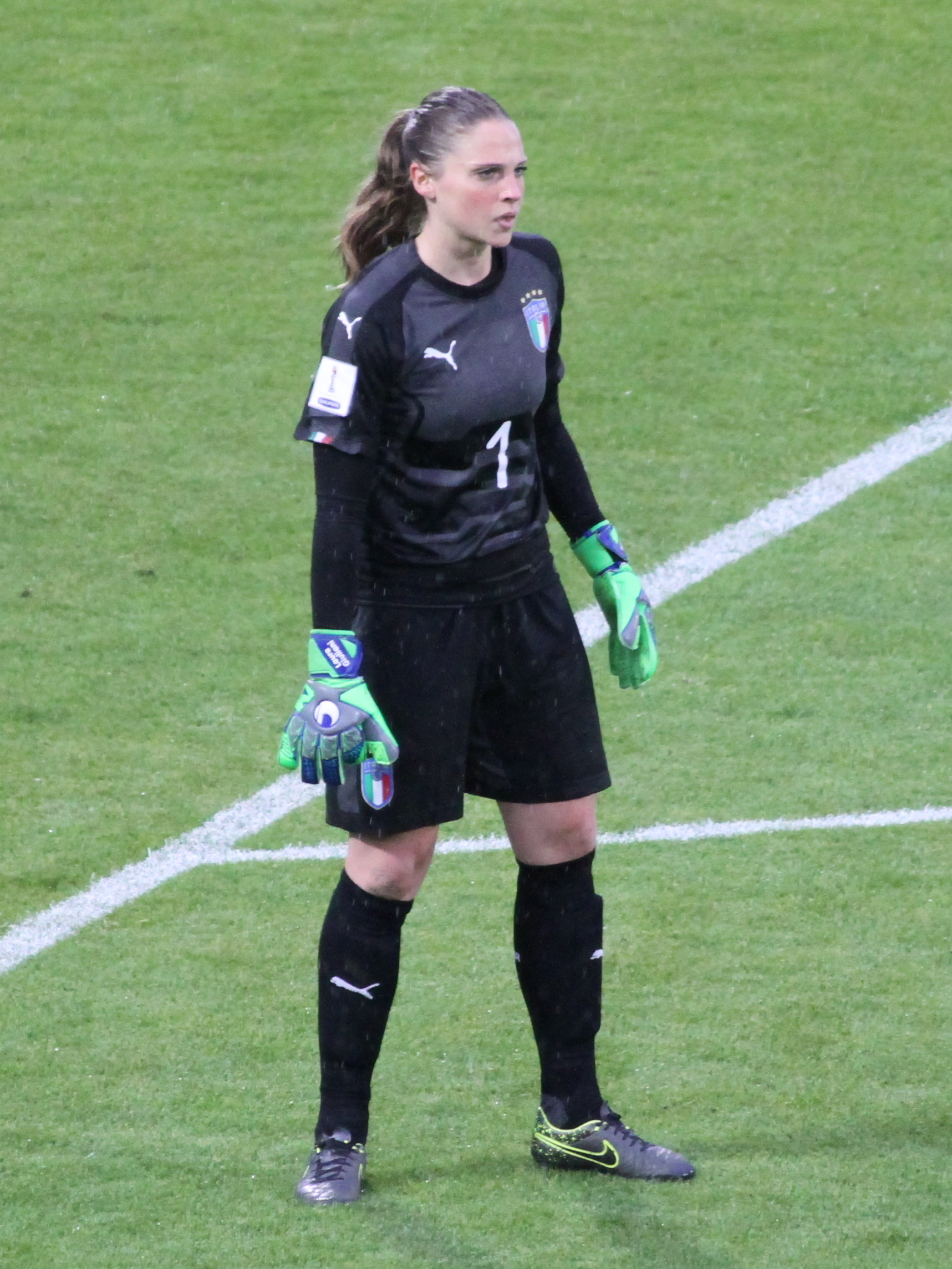
Laura Giuliani, migliore portiere del campionato con sole 9 reti subìte.

In campionato, il debutto avviene il 30 settembre violando 3-0 il campo del Mozzanica: è Bonansea l'autrice del primo gol bianconero nella massima serie femminile. Nelle giornate seguenti la squadra di Guarino emerge ben presto tra le maggiori realtà del campionato, chiudendo il girone di andata a punteggio pieno e laureandosi, simbolicamente, campione d'inverno. La Juventus prosegue il suo cammino di testa nel girone di ritorno, con il solo Brescia capace di mantenere il ritmo delle bianconere; con la vittoria esterna 5-0 del 25 marzo 2018 contro il Sassuolo, arriva la certezza della qualificazione alla UEFA Women's Champions League con cinque turni di anticipo.
L'unica flessione stagionale delle torinesi, coincisa con le sconfitte d'aprile nello scontro diretto di Vinovo contro le Leonesse, e a Firenze contro le campionesse uscenti della Fiorentina, comporta l'aggancio in classifica da parte delle lombarde; le due formazioni chiudono così entrambe al primo posto la stagione regolare. Nel decisivo spareggio scudetto giocato il 20 maggio sul campo neutro di Novara, dopo i tempi regolamentari e supplementari chiusi a reti bianche, ai tiri di rigore la Juventus supera il Brescia 5-4 e, alla stagione d'esordio, si laurea campione d'Italia per la prima volta nella sua storia.

## Divise e sponsor
Il fornitore tecnico per la stagione 2017-2018 è adidas, mentre lo sponsor principale è Jeep.
La prima divisa vede una maglia contraddistinta da strisce verticali bianche e nere sul fronte, e da un grande palo nero sul retro che ingloba nomi e numeri; tra i dettagli, il colletto presenta una chiusura con bottoni. L'uniforme è abbinata a pantaloncini e calzettoni bianchi. La seconda divisa vede un completo spezzato, con maglia e calzettoni gialli inframezzati da pantaloncini blu; lo scollo è arricchito da un triangolo rovesciato a contrasto. La terza divisa consta di una maglia verde mimetico con fascia bianconera, abbinata a pantaloncini neri e calzettoni verdi.
| Casa | Trasferta | Terza divisa |

Per i portieri sono state approntate quattro divise monocolore, in varianti blu acciaio, verde menta, nero e vermiglione.
| 1ª portiere | 2ª portiere | 3ª portiere | 4ª portiere |

## Organigramma societario
Area sportiva
- Head of Academy & Women Football: Stefano Braghin
- Dirigente accompagnatore: Elisa Miniati

Area tecnica
- Allenatore: Rita Guarino
- Allenatore in seconda: Matteo Scarpa
- Preparatore atletico: Emanuele Chiappero
- Preparatore dei portieri: Giuseppe Mammoliti

Area sanitaria
- Centro medico: J-Medical

## Rosa
Rosa aggiornata al 20 marzo 2018.
| N. |                        | Ruolo | Calciatrice          |
| -- | ---------------------- | ----- | -------------------- |
| 1  | Italia (bandiera)      | P     | Laura Giuliani       |
| 2  | Finlandia (bandiera)   | D     | Tuija Hyyrynen       |
| 3  | Italia (bandiera)      | D     | Sara Gama (capitano) |
| 4  | Italia (bandiera)      | C     | Aurora Galli         |
| 5  | Inghilterra (bandiera) | C     | Katie Zelem          |
| 6  | Italia (bandiera)      | D     | Michela Franco       |
| 7  | Italia (bandiera)      | C     | Valentina Cernoia    |
| 8  | Italia (bandiera)      | C     | Martina Rosucci      |
| 9  | Finlandia (bandiera)   | A     | Sanni Franssi        |
| 11 | Italia (bandiera)      | A     | Barbara Bonansea     |
| 12 | Italia (bandiera)      | P     | Federica Russo       |
| 13 | Italia (bandiera)      | D     | Lisa Boattin         |
| 14 | Italia (bandiera)      | A     | Sofia Cantore        |

| N. |                          | Ruolo | Calciatrice                    |
| -- | ------------------------ | ----- | ------------------------------ |
| 15 | Italia (bandiera)        | D     | Vanessa Panzeri                |
| 16 | Italia (bandiera)        | C     | Valentina Puglisi              |
| 17 | Italia (bandiera)        | D     | Martina Lenzini                |
| 18 | Italia (bandiera)        | A     | Benedetta Glionna              |
| 19 | Norvegia (bandiera)      | C     | Ingvild Isaksen                |
| 20 | Italia (bandiera)        | A     | Simona Sodini                  |
| 21 | Italia (bandiera)        | C     | Arianna Caruso                 |
| 23 | Italia (bandiera)        | D     | Cecilia Salvai (vice capitano) |
| 25 | Nuova Zelanda (bandiera) | A     | Katie Rood                     |
| 26 | Italia (bandiera)        | C     | Carlotta Masu                  |
| 29 | Italia (bandiera)        | A     | Flavia Devoto                  |
| 30 | Romania (bandiera)       | P     | Patricia Prundeanu             |
| 32 | Italia (bandiera)        | D     | Michela Giordano               |

## Calciomercato

### Sessione estiva(dal 1º luglio al 31 agosto)
| Acquisti | Acquisti          | Acquisti         | Acquisti |
| R.       | Nome              | da               | Modalità |
| -------- | ----------------- | ---------------- | -------- |
| P        | Laura Giuliani    | Friburgo         | [ 30 ]   |
| P        | Federica Russo    | Luserna          | [ 30 ]   |
| P        | Adelaide Serafino | Vicus 2010       |          |
| D        | Lisa Boattin      | AGSM Verona      | [ 30 ]   |
| D        | Sara Gama         | Brescia          | [ 30 ]   |
| D        | Tuija Hyyrynen    | Fortuna Hjørring | [ 30 ]   |
| D        | Vanessa Panzeri   | Como 2000        | prestito |
| D        | Cecilia Salvai    | Brescia          | [ 30 ]   |
| C        | Arianna Caruso    | Res Roma         | [ 30 ]   |
| C        | Valentina Cernoia | Brescia          | [ 30 ]   |
| D        | Michela Franco    | Cuneo            | [ 32 ]   |
| C        | Aurora Galli      | AGSM Verona      | [ 30 ]   |
| C        | Ingvild Isaksen   | Stabæk           | [ 32 ]   |
| D        | Martina Lenzini   | Brescia          | [ 30 ]   |
| C        | Valentina Puglisi | Luserna          |          |
| C        | Martina Rosucci   | Brescia          | [ 30 ]   |
| C        | Katie Zelem       | Liverpool        | [ 33 ]   |
| A        | Barbara Bonansea  | Brescia          | [ 30 ]   |
| A        | Sofia Cantore     | Fiammamonza      | prestito |
| A        | Flavia Devoto     | Juventus Torino  |          |
| A        | Sanni Franssi     | PK-35 Vantaa     | [ 34 ]   |
| A        | Benedetta Glionna | Fiammamonza      | prestito |
| A        | Katie Rood        | Glenfield Rovers | [ 35 ]   |
| A        | Simona Sodini     | Cuneo            | [ 36 ]   |

| Cessioni | Cessioni | Cessioni | Cessioni |
| R.       | Nome     | a        | Modalità |
| -------- | -------- | -------- | -------- |

## Risultati

### Serie A

#### Girone di andata
| Arbitro: | Scapolo (Padova) |

|  |           |                              |
|  | Marcatori | 6’, 87’ Bonansea 20’ Glionna |

| Arbitro: | Gasperotti (Rovereto) |

|                                                              |           |  |
| Glionna 27’ Fracassi 56’ (aut.) Boattin 64’ (rig.) Galli 79’ | Marcatori |  |

| Arbitro: | Marchioni (Rieti) |

|                  |           |                                            |
| Bargi 80’ (rig.) | Marcatori | 10’ Franssi 20’ Galli 69’ Caruso 76’ Zelem |

| Arbitro: | Bonacina (Bergamo) |

|             |           |  |
| Franssi 50’ | Marcatori |  |

| Arbitro: | D'Incecco (Perugia) |

|          |           |                          |
| Piro 60’ | Marcatori | 66’ Glionna 79’ Bonansea |

| Arbitro: | Pinchetti (Sesto San Giovanni) |

|                         |           |  |
| Rosucci 28’ Franssi 76’ | Marcatori |  |

| Arbitro: | Canci (Carrara) |

|  |           |                                                       |
|  | Marcatori | 24’ (rig.) Boattin 28’ Franssi 41’ Galli 57’ Bonansea |

| Arbitro: | Menicucci (Lanciano) |

|                  |           |  |
| Rosucci 19’, 80’ | Marcatori |  |

| Arbitro: | Singh (Macerata) |

|  |           |                                                     |
|  | Marcatori | 18’ Glionna 55’, 78’ Bonansea 77’ Franssi 83’ Zelem |

| Arbitro: | Bianchi (Prato) |

|                                                   |           |  |
| Glionna 29’, 69’ Zelem 42’, 84’ Bonansea 48’, 86’ | Marcatori |  |

| Arbitro: | Selvatici (Rovigo) |

|                |           |                          |
| Mascarello 53’ | Marcatori | 66’ Bonansea 73’ Franssi |

#### Girone di ritorno
| Arbitro: | Trevisan (Mestre) |

|                                     |           |  |
| Bonansea 17’ Glionna 19’ Caruso 73’ | Marcatori |  |

| Arbitro: | De Santis (Campobasso) |

|  |           |             |
|  | Marcatori | 75’ Isaksen |

| Arbitro: | Scapolo (Padova) |

|                                         |           |  |
| Bonansea 18’ Franssi 52’, 89’ Galli 56’ | Marcatori |  |

| Arbitro: | Diop (Treviglio) |

|  |           |                         |
|  | Marcatori | 13’ Rosucci 77’ Cantore |

| Arbitro: | Burlando (Genova) |

|                                                       |           |                 |
| Groff 43’ (aut.) Bonansea 55’, 78’ Santoro 67’ (aut.) | Marcatori | 75’ (rig.) Piro |

| Arbitro: | Tappeiner (Merano) |

|  |           |                                         |
|  | Marcatori | 16’, 42’, 46’, 69’ Bonansea 60’ Cantore |

| Arbitro: | Signorelli (Paola) |

|             |           |                              |
| Boattin 66’ | Marcatori | 4’ Daleszczyk 45+2’ Sabatino |

| Arbitro: | De Santis (Campobasso) |

|                             |           |             |
| Mauro 72’ Salvai 90’ (aut.) | Marcatori | 79’ Franssi |

| Arbitro: | Molinaro (Lamezia Terme) |

|                         |           |              |
| Franssi 43’ Cantore 76’ | Marcatori | 90+3’ Errico |

| Arbitro: | Gasperotti (Rovereto) |

|  |           |                             |
|  | Marcatori | 32’ (rig.) Galli 80’ Caruso |

| Arbitro: | Diop (Treviglio) |

|                                           |           |  |
| Cantore 14’ Bonansea 63’, 82’ Cernoia 83’ | Marcatori |  |

#### Spareggio scudetto
| Arbitro: | Scapolo (Padova) |

|                                             |                      |                                                         |
| Bonansea Rosucci Gama Galli Cernoia Boattin | Tiri di rigore 5 – 4 | Girelli Giugliano Daleszczyk Sikora Sabatino Di Criscio |

### Coppa Italia

#### Primo turno
| Arbitro: | Locapo (Torino) |

|  |           | |
|  | Marcatori | 3’ Rosucci 8’, 67’ Bonansea 30’, 40’ (rig.), 43’ Sodini 47’, 60’ Galli 53’, 58’ Glionna 71’, 85’ Caruso 73’ Devoto |

| Arbitro: | Manicardi (Modena) |

|                                                                          |           |  |
| Glionna 4’, 43’ Salvai 19’, 51’ Rood 25’, 26’ Aghem 32’ (aut.) Zelem 66’ | Marcatori |  |

#### Fase finale
| Arbitro: | Palmieri (Conegliano) |

|                          |           |  |
| Franssi 69’ Caruso 90+3’ | Marcatori |  |

| Arbitro: | Marra (Mantova) |

|  |           |                                                                  |
|  | Marcatori | 27’ Franco 47’, 56’, 65’ Caruso 64’, 87’ Rood 73’ Masu 81’ Zelem |

| Arbitro: | Bianchi (Prato) |

|  |           |              |
|  | Marcatori | 45’ Giacinti |

## Statistiche
Statistiche aggiornate al 21 maggio 2018 e inclusive di tutti i match ufficiali.

### Statistiche di squadra
| Competizione       | Punti | In casa | In casa | In casa | In casa | In casa | In casa | In trasferta | In trasferta | In trasferta | In trasferta | In trasferta | In trasferta | Totale | Totale | Totale | Totale | Totale | Totale | DR  |
| Competizione       | Punti | G       | V       | N       | P       | Gf      | Gs      | G            | V            | N            | P            | Gf           | Gs           | G      | V      | N      | P      | Gf     | Gs     | DR  |
| ------------------ | ----- | ------- | ------- | ------- | ------- | ------- | ------- | ------------ | ------------ | ------------ | ------------ | ------------ | ------------ | ------ | ------ | ------ | ------ | ------ | ------ | --- |
| Serie A            | 60    | 11      | 10      | 0       | 1       | 33      | 4       | 11           | 10           | 0            | 1            | 31           | 5            | 22     | 20     | 0      | 2      | 64     | 9      | +55 |
| Coppa Italia       | -     | 3       | 2       | 0       | 1       | 10      | 1       | 2            | 2            | 0            | 0            | 21           | 0            | 5      | 4      | 0      | 1      | 31     | 1      | +30 |
| Spareggio Scudetto | -     | -       | -       | -       | -       | -       | -       | -            | -            | -            | -            | -            | -            | 1      | 0      | 1      | 0      | 0      | 0      | 0   |
| Totale             | -     | 14      | 12      | 0       | 2       | 43      | 5       | 13           | 12           | 0            | 1            | 52           | 5            | 28     | 24     | 1      | 3      | 95     | 10     | +85 |

### Andamento in campionato
| Giornata  | 1 | 2 | 3 | 4 | 5 | 6 | 7 | 8 | 9 | 10 | 11 | 12 | 13 | 14 | 15 | 16 | 17 | 18 | 19 | 20 | 21 | 22 |
| --------- | - | - | - | - | - | - | - | - | - | -- | -- | -- | -- | -- | -- | -- | -- | -- | -- | -- | -- | -- |
| Luogo     | T | C | T | C | T | C | T | C | T | C  | T  | C  | T  | C  | T  | C  | T  | C  | T  | C  | T  | C  |
| Risultato | V | V | V | V | V | V | V | V | V | V  | V  | V  | V  | V  | V  | V  | V  | P  | P  | V  | V  | V  |
| Posizione | 1 | 1 | 1 | 1 | 1 | 1 | 1 | 1 | 1 | 1  | 1  | 1  | 1  | 1  | 1  | 1  | 1  | 1  | 1  | 1  | 1  | 1  |

Legenda:

Luogo: C = Casa; T = Trasferta. Risultato: V = Vittoria; N = Pareggio; P = Sconfitta.

### Statistiche delle giocatrici
| Giocatore    | Serie A  | Serie A | Serie A     | Serie A    | Coppa Italia | Coppa Italia | Coppa Italia | Coppa Italia | Totale   | Totale | Totale      | Totale     |
| Giocatore    | Presenze | Reti    | Ammonizioni | Espulsioni | Presenze     | Reti         | Ammonizioni  | Espulsioni   | Presenze | Reti   | Ammonizioni | Espulsioni |
| ------------ | -------- | ------- | ----------- | ---------- | ------------ | ------------ | ------------ | ------------ | -------- | ------ | ----------- | ---------- |
| L. Boattin   | 21+1     | 3       | 1           | 0          | 4            | 0            | 0            | 0            | 26       | 3      | 1           | 0          |
| B. Bonansea  | 20+1     | 19      | 0           | 0          | 1            | 2            | 0            | 0            | 22       | 21     | 0           | 0          |
| S. Cantore   | 18+1     | 4       | 0           | 0          | 3            | 0            | 0            | 0            | 22       | 4      | 0           | 0          |
| A. Caruso    | 20       | 3       | 1           | 0          | 5            | 6            | 0            | 0            | 25       | 9      | 1           | 0          |
| V. Cernoia   | 5+1      | 1       | 1+1         | 0          | 1            | 0            | 0            | 0            | 7        | 1      | 2           | 0          |
| F. Devoto    | -        | -       | -           | -          | 2            | 1            | 0            | 0            | 2        | 1      | 0           | 0          |
| M. Franco    | 2        | 0       | 1           | 0          | 4            | 1            | 0            | 0            | 6        | 1      | 1           | 0          |
| S. Franssi   | 20+1     | 10      | 1           | 0          | 2            | 1            | 0            | 0            | 23       | 11     | 1           | 0          |
| A. Galli     | 22+1     | 5       | 1           | 0          | 4            | 2            | 0            | 0            | 27       | 7      | 1           | 0          |
| S. Gama      | 17+1     | 0       | 1           | 0          | 2            | 0            | 0            | 0            | 20       | 0      | 1           | 0          |
| M. Giordano  | -        | -       | -           | -          | 1            | 0            | 0            | 0            | 1        | 0      | 0           | 0          |
| L. Giuliani  | 22+1     | -9      | 1           | 0          | 3            | -1           | 0            | 0            | 26       | -10    | 1           | 0          |
| B. Glionna   | 19+1     | 7       | 0           | 0          | 4            | 4            | 0            | 0            | 24       | 11     | 0           | 0          |
| T. Hyyrynen  | 20+1     | 0       | 0           | 0          | 3            | 0            | 0            | 0            | 24       | 0      | 0           | 0          |
| I. Isaksen   | 13       | 1       | 1           | 0          | -            | -            | -            | -            | 13       | 1      | 1           | 0          |
| M. Lenzini   | 9        | 0       | 0           | 0          | 4            | 0            | 0            | 0            | 13       | 0      | 0           | 0          |
| C. Masu      | 0        | 0       | 0           | 0          | 1            | 1            | 0            | 0            | 1        | 1      | 0           | 0          |
| V. Panzeri   | 6        | 0       | 1           | 0          | 4            | 0            | 0            | 0            | 10       | 0      | 1           | 0          |
| P. Prundeanu | 0        | 0       | 0           | 0          | 1            | 0            | 0            | 0            | 1        | 0      | 0           | 0          |
| V. Puglisi   | -        | -       | -           | -          | 3            | 0            | 0            | 0            | 3        | 0      | 0           | 0          |
| K. Rood      | 6        | 0       | 0           | 0          | 3            | 4            | 0            | 0            | 9        | 4      | 0           | 0          |
| M. Rosucci   | 22+1     | 4       | 0           | 0          | 3            | 1            | 0            | 0            | 26       | 5      | 0           | 0          |
| F. Russo     | 1        | 0       | 0           | 0          | 2            | 0            | 0            | 0            | 3        | 0      | 0           | 0          |
| C. Salvai    | 21+1     | 0       | 2+1         | 0          | 2            | 2            | 0            | 0            | 24       | 2      | 3           | 0          |
| S. Sodini    | 3        | 0       | 0           | 0          | 3            | 3            | 0            | 0            | 6        | 3      | 0           | 0          |
| K. Zelem     | 19       | 4       | 0           | 0          | 4            | 2            | 0            | 0            | 23       | 6      | 0           | 0          |

## Giovanili

### Organigramma
Area tecnica
- Primavera
  - Allenatore: Daniele Diana
  - Preparatore atletico: Emanuele Chiappero
  - Preparatore dei portieri: Giuseppe Mammoliti
  - Dirigente accompagnatore: Flavio Mantovani
- Settore giovanile
  - Allenatore Giovanissime 2003: Alessio Pini
  - Allenatore Giovanissime 2004: Luca Vood
  - Allenatore Esordienti 2005: Fabio Gregori
  - Allenatore Esordienti 2006: Alessio Pini
  - Allenatore Pulcine 2007: Fabio Ulderici
  - Allenatore Pulcine 2008 e Primi Calci 2009: Fabio Crivello
  - Preparatore dei portieri: Davide Pollone
  - Preparatore dei portieri: Alberto Cantaluppi
  - Preparatore atletico: Enrico Picco

### Piazzamenti
- Primavera:
  - Campionato: finale[39]
- Under-15:
  - Campionato: finale[40]